# Święte psy
Święte psy – książka autorstwa Stanisława Tymińskiego, wydana w 1990 roku, stanowiąca manifest programowy Tymińskiego podczas wyborów prezydenckich w Polsce w 1990 roku. Jej nakład wyniósł 300 tys. egzemplarzy.

## Prace nad książką
Stanisław Tymiński, przedsiębiorca, od 1961 roku przebywający za granicą, jesienią 1990 wrócił do Polski. Głosił, że komunizm pozostawił w spadku wiele ofiar, a kolejne przybywają za sprawą wściekłego kapitalizmu. Swoje poglądy zaczął wyrażać książką Wściekłe psy, którą sfinansował z własnych środków. W pracach nad książką duży udział miał współpracownik Tymińskiego, dziennikarz Roman Samsel. Napisał on posłowie, w którym przedstawił postać Tymińskiego.
Książka została napisana przed startem Tymińskiego w wyborach prezydenckich. Udział przedsiębiorcy w wyborach był początkowo uważany za chwyt marketingowy, mający na celu wyłącznie promocję książki. Według Romana Samsela decyzja o starcie Tymińskiego w wyborach wynikała z jego wewnętrznej potrzeby. Sam Tymiński w 1991 roku przyznał, że nie wystartowałby w wyborach, gdyby Polska nie znalazła się w bardzo złej sytuacji gospodarczej.

## Treść
Książka Święte psy stanowi manifest programowy Tymińskiego, rozwinięcie jego programu wyborczego składającego się z 21 postulatów. Książka odwołuje się do retoryki wojennej.
Tymiński napisał tę książkę, chcąc obudzić Polaków z letargu i pozbawić ich mrzonek. Polska została przedstawiona jako kraj zagrożony agresją z zewnątrz oraz wewnątrz, stojący w obliczu zagrożenia narzuceniem zależności gospodarczej przez siły międzynarodowe, które pragną stworzyć z Polski enklawę białych Murzynów Europy. Jednocześnie Tymiński wyraził pogląd, że Polska powinna być uzbrojona w inteligentną rakietę średniego zasięgu, wyposażoną w głowicę jądrową wielkości megatony.
Tymiński w książce przedstawiał siebie jako osobę znającą się na ekonomii. Zaprezentowane przez autora propozycje rozwiązania problemów gospodarczych charakteryzowały się prostotą, co wyróżniało Tymińskiego od innych kandydatów w wyborach prezydenckich.
W Świętych psach znalazły się również odwołania do filozofii życiowej Tymińskiego. Autor podaje, że istnieją cztery wymiary człowieka: witalny, emocjonalny, intelektualny oraz duchowy. Aby osiągnąć czwarty wymiar, człowiek musi rozpocząć samoobserwację, stanowiącą początek procesu samokształcenia. Przywódcą Polski powinien być człowiek charyzmatyczny, świadomy praw natury, potrafiący kontrolować emocje, wolny od pragnień i spraw przyziemnych, znajdujący się w czwartym wymiarze.

## Rola książki w kampanii wyborczej Tymińskiego
Święte psy wraz z autografem były rozdawane podczas spotkań i wieców wyborczych. Dzięki tej książce Tymińskiemu udało się zdobyć co najmniej 102 tys. podpisów. Po zarejestrowaniu kandydatury 25 października 1990 roku OBOP przeprowadził sondaż, który wskazał, że poparcie dla Tymińskiego wynosi poniżej 1%. Wzrost popularności nastąpił po 28 października, gdy zaczęto emitować telewizyjne audycje wyborcze. Tymiński zdobywał coraz większe poparcie za sprawą promocji książki, udanych występów w telewizji, głoszeniu hasła, że jako biznesmen wie, co jest potrzebne Polsce oraz byciu postrzeganym jako kandydat niezależny, niebiorący udziału w dotychczasowych sporach politycznych. Szczególną popularnością cieszył się wśród osób młodych, słabo wykształconych oraz pochodzących z małych miast. Tymińskiego poparli również ludzie tęskniący za Polską Rzeczpospolitą Ludową, niechętni wobec dawnej opozycji antykomunistycznej, do której przynależało większość kandydatów (Lech Wałęsa, Tadeusz Mazowiecki, Roman Bartoszcze, Leszek Moczulski), a zarazem nieufni wobec Włodzimierza Cimoszewicza.
We wrześniu 2010 roku Stanisław Tymiński opublikował tekst pt. Święte psy (tak jak książka z 1990 roku), stanowiący komentarz do wyborów prezydenckich.